# Episodi di Top Boy (prima stagione)
La prima stagione della serie televisiva Top Boy, composta da 4 episodi, è stata trasmessa nel Regno Unito su Channel 4 dal 31 ottobre al 3 novembre 2011.
In Italia, la stagione è stata distribuita su Netflix il 29 aprile 2017, in versione originale sottotitolata.
| n° | Titolo originale | Titolo italiano | Prima TV UK      | Pubblicazione Italia |
| -- | ---------------- | --------------- | ---------------- | -------------------- |
| 1  | Episode 1        | Episodio 1      | 31 ottobre 2011  | 29 aprile 2017       |
| 2  | Episode 2        | Episodio 2      | 1º novembre 2011 | 29 aprile 2017       |
| 3  | Episode 3        | Episodio 3      | 2 novembre 2011  | 29 aprile 2017       |
| 4  | Episode 4        | Episodio 4      | 3 novembre 2011  | 29 aprile 2017       |

## Episodio 1
- Titolo originale: Episode 1
- Diretto da: Yann Demange
- Scritto da: Ronan Bennett

### Trama
Nei cortili del complesso residenziale di Summerhouse, Dushane e il suo amico Sully gestiscono una fiorente ma irreale attività di droga sotterranea. Ra'Nell è costretto a "intensificare" dopo che sua madre è stata ricoverata in ospedale dopo aver subito un esaurimento mentale.

## Episodio 2
- Titolo originale: Episode 2
- Diretto da: Yann Demange
- Scritto da: Ronan Bennett

### Trama
Raikes concede a Sully e Dushane due settimane per recuperare la scorta rubata da Kamale, un compito che si rivela più difficile di quanto si pensasse inizialmente. Nel frattempo, Ra'Nell entra in affari con l'amica di sua madre, Heather.

## Episodio 3
- Titolo originale: Episode 3
- Diretto da: Yann Demange
- Scritto da: Ronan Bennett

### Trama
Dopo che Heather gli ha mostrato l'appartamento che spera di comprare con i suoi soldi per la droga, Ra'Nell dà il benvenuto a sua madre a casa. Dushane e Sully rapiscono il cugino di Kamale per costringerlo a nascondersi, ma le cose non vanno secondo i piani e i ragazzi finiscono con un corpo in mano. Sully visita sua figlia.

## Episodio 4
- Titolo originale: Episode 4
- Diretto da: Yann Demange
- Scritto da: Ronan Bennett

### Trama
Ra'Nell tenta di fare affari con Dushane, ma l'intercettazione di Sully provoca un'altra vittima. Dushane è scioccato dal fatto che Sully abbia ancora la pistola con cui ha ucciso tre persone. Heather confessa la sua colpa, che porta Lisa a chiedere aiuto a Leon.